# Listopad 2015

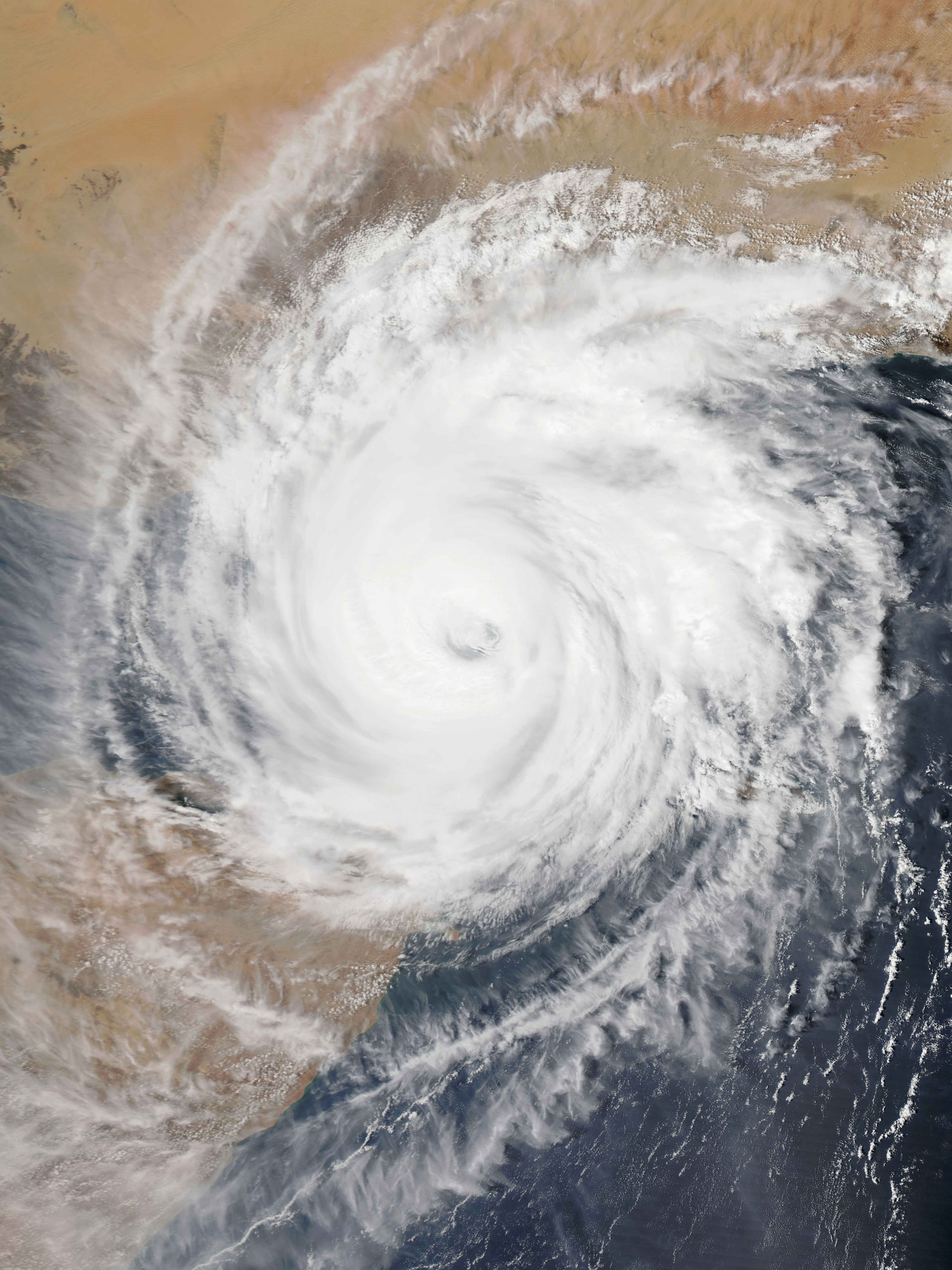
cyklón Chapala

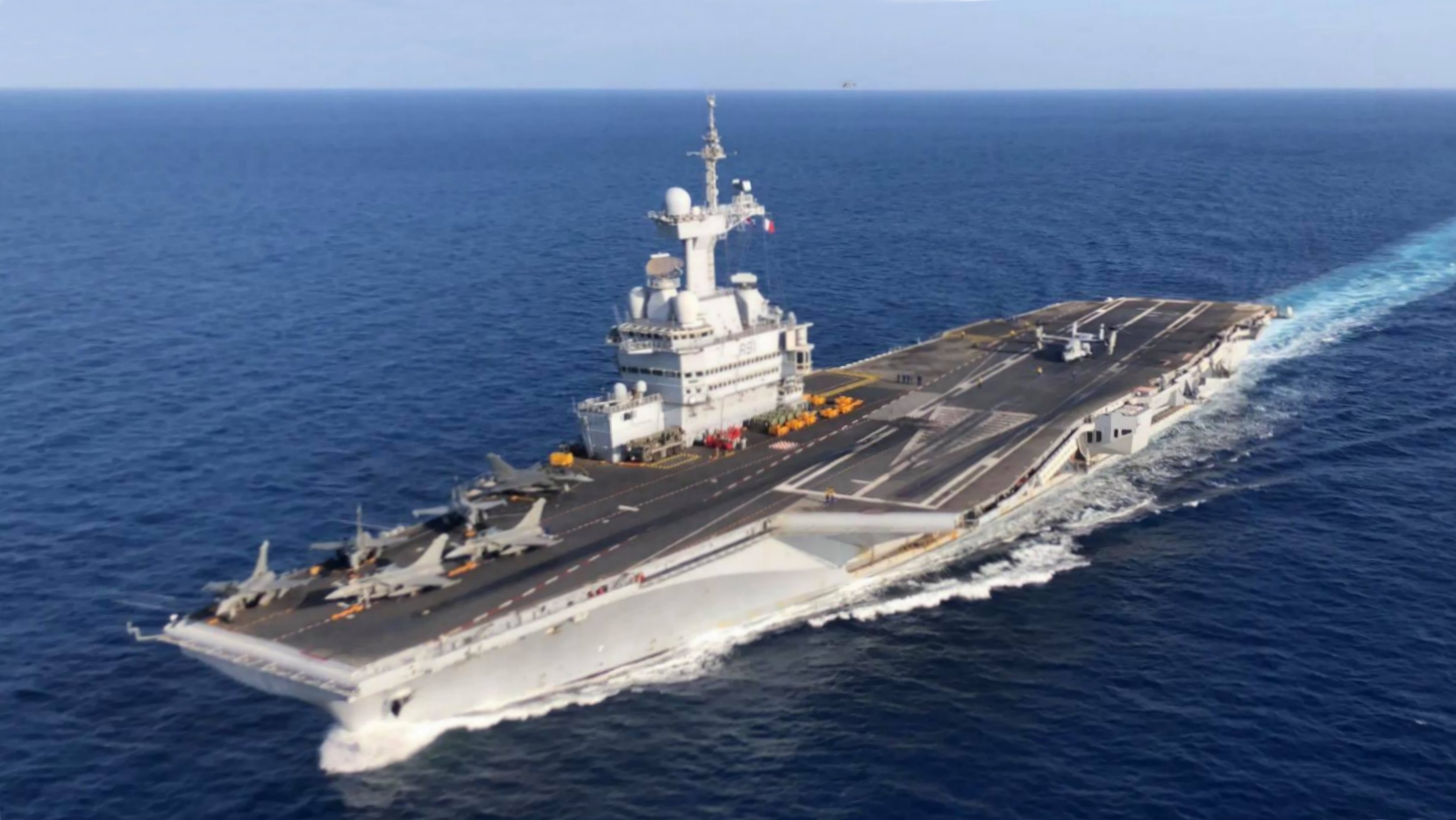
letadlová loď Charles de Gaulle

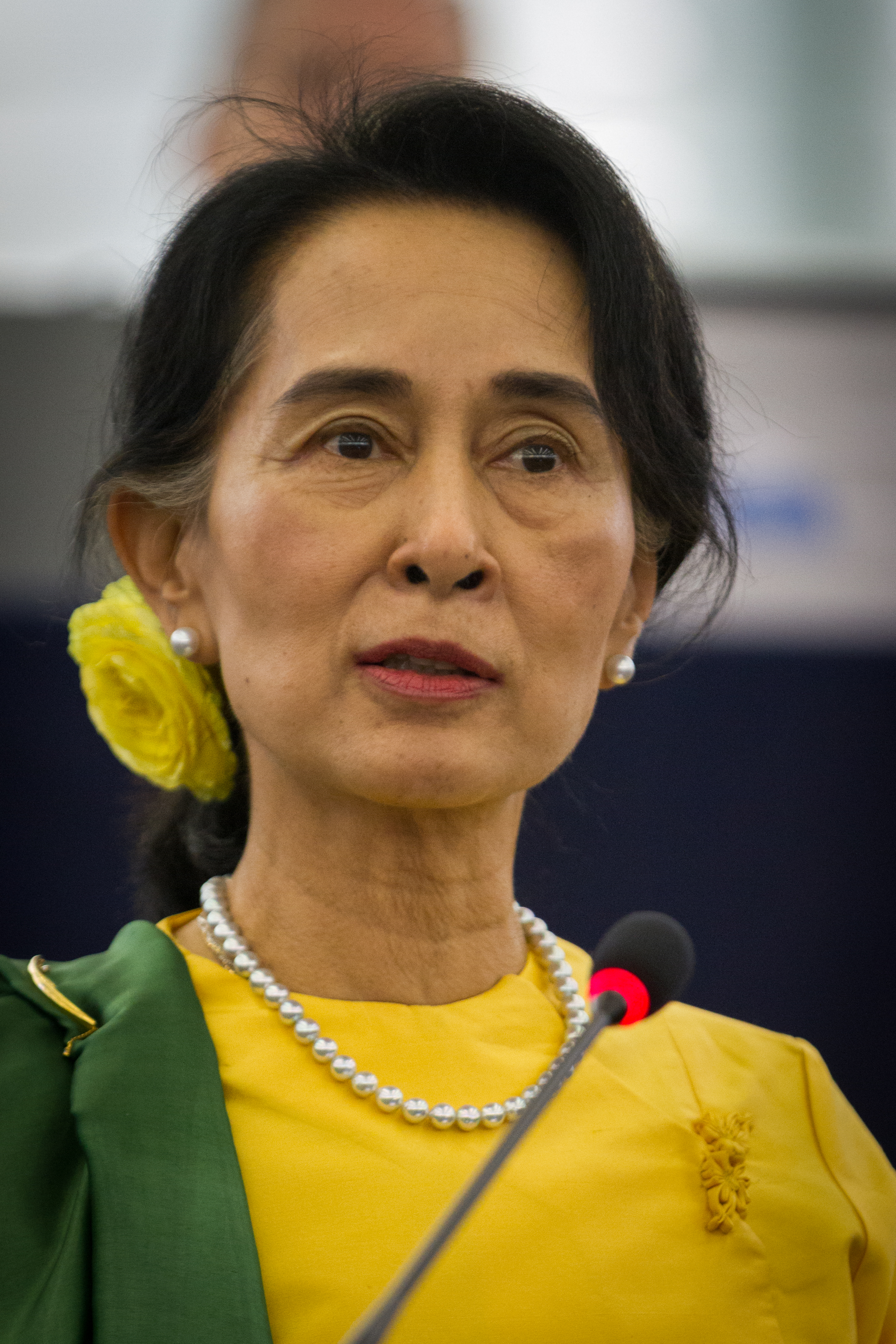
Aun Schan Su Ťij

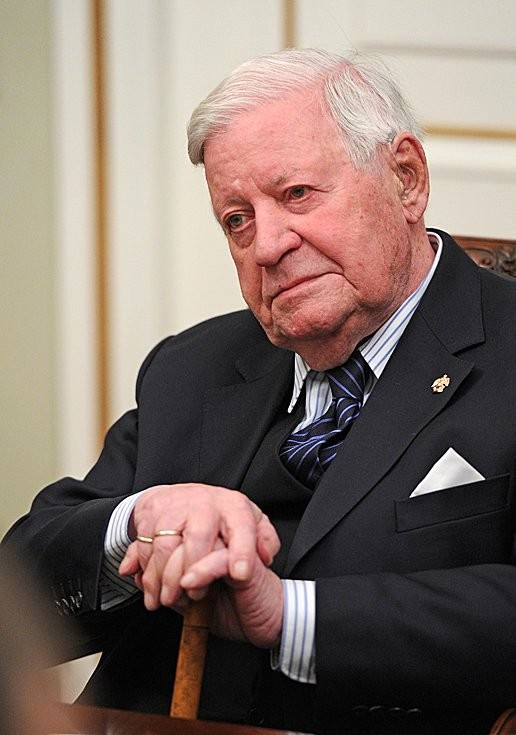
Helmut Schmidt

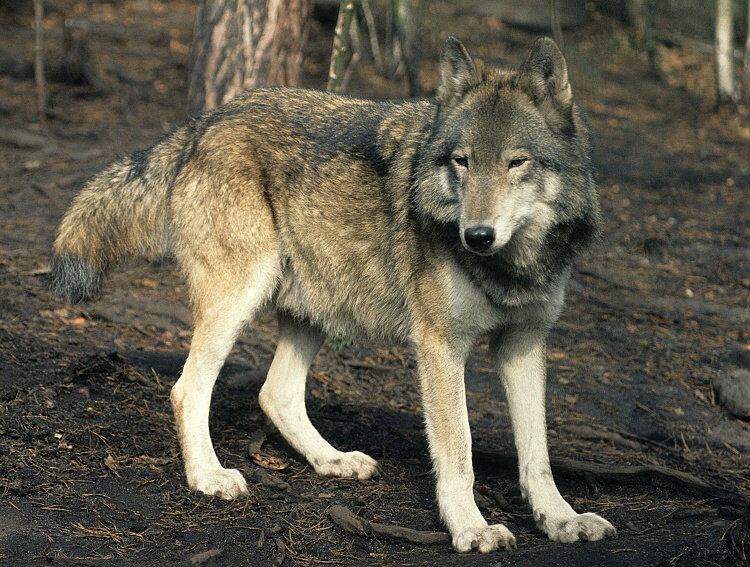
Vlk obecný

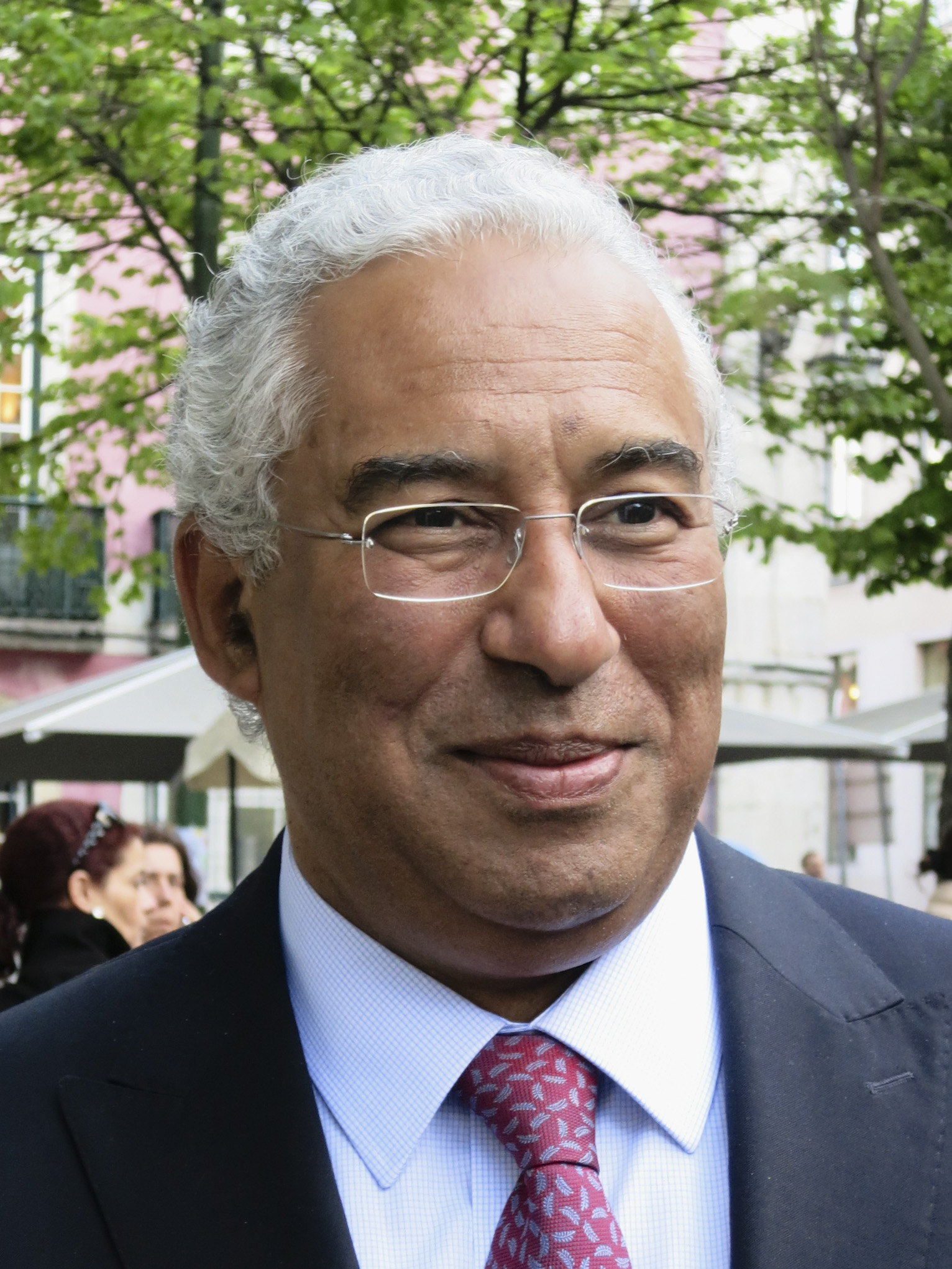
Antonio Costa

1. listopadu – neděle 
 Anglická verze Wikipedie překročila hranici 5 000 000 článků.
 Český prezident Miloš Zeman zaslal soustrastný telegram prezidentu Ruské federace k úmrtí ruských občanů při letecké katastrofě na Sinaji.
 Cyklón Chapala zasáhl jemenský ostrov Sokotra.
 Turecké předčasné parlamentní volby vyhrála s absolutní většinou Strana spravedlnosti a rozvoje prezidenta Recepa Tayyipa Erdoğana.
 Zemřel Günter Schabowski, významný komunistický funkcionář bývalého východního Německa, který při tiskové konferenci 9. listopadu 1989 omylem oznámil, že obyvatelé Východního Německa mohou okamžitě bez omezení cestovat do Západního Německa. Tento omyl vedl ještě ten stejný den k pádu Berlínské zdi.
 Občanská válka v Somálsku: Nejméně 11 lidí bylo zabito při útoku příslušníků milic Aš-Šabáb v centru somálského hlavního města Mogadiša.
 Americké námořnictvo nalezlo u pobřeží Baham vrak kontejnerové lodi El Faro, která se potopila během hurikánu Joaquin.
2. listopadu – pondělí 
 Lékaři Karlu Gottovi diagnostikovali zhoubné nádorové onemocnění mízních uzlin.
 Americká televizní společnost CBS oznámila plán na vytvoření nového seriálu ze světa Star Treku.
 Válka proti Islámskému státu: Bojovníci Islámského státu dobyli město Mahín v provincii Homs, které leží poblíž strategické dálnice spojující Homs s Damaškem a Aleppem.
3. listopadu – úterý 
 Pobřeží Jemenu zasáhl poprvé za sto let cyklón Chapala (na obrázku). Těžce postiženo bylo také jemenskou Al-Káidou spravované město Al Mukalla v provincii Hadramaut.
4. listopadu – středa 
 Britští astronomové z Edinburské univerzity objevili kapky roztaveného železa v atmosféře tělesa PSO J318.5-22 považovaného za toulavou planetu.
 Rumunský premiér Victor Ponta rezignoval na svou funkci v reakci na požár v rockovém klubu Colectiv, který si vyžádal 32 obětí.
 Nákladní letoun Antonov An-12 převážející desítky pasažérů se zřítil poblíž jihosúdánského hlavního města Džuba.
 Maledivský prezident Yamín Abdul Gajúm vyhlásil stav ohrožení, který poskytuje rozšířené pravomoci bezpečnostním složkám.
5. listopadu – čtvrtek 
 Sebevražedný útočník provedl atentát na členy náboženského výboru vyjednávají křehké příměří mezi libanonskou armádou a příslušníky fronty an-Nusrá v libanonském uprchlickém táboře Arsál.
 Francie vyslala do boje proti ISIS vlajkovou letadlovou loď Charles de Gaulle (na obrázku).
 Nejméně 20 lidí bylo zabito při zhroucení textilní továrny v pákistánském Láhauru.
 Rumunským zastupujícím premiérem byl jmenován Sorin Cîmpeanu.
6. listopadu – pátek 
 Ve věku 94 let zemřel bývalý izraelský prezident Jicchak Navon.
 Nejméně 16 lidí bylo zabito při protržení hráze důlního odkaliště v brazilském státě Minas Gerais.
 Indie zakázala činnost místní pobočky hnutí Greenpeace.
7. listopadu – sobota 
 Prezident Čínské lidové republiky Si Ťin-pching se poprvé od ukončení občanské války v roce 1949 setkal s prezidentem Čínské republiky Ma Jing-ťiouem.
 Světová zdravotnická organizace oznámila konec epidemie eboly v Sierra Leone.
8. listopadu – neděle 
 V Myanmaru proběhly první parlamentní volby od vyhlášení nezávislosti, kterých se zúčastnila opozice reprezentovaná Národní ligou pro demokracii vedenou Aun Schan Su Ťij.
 Devět lidí bylo zabito při útoku ozbrojence na bar v burundském hlavním městě Bujumbura.
 Americké námořnictvo potvrdilo, že zářící UFO spatřené minulou noc na kalifornské obloze bylo ve skutečnosti balistickou raketou UGM-133 Trident II.
9. listopadu – pondělí 
 Nezávislá vyšetřovací komise Světové antidopingové agentury doporučila vyloučit Rusko z Mezinárodní asociace atletických federací. Ruští atleti by se tak nemohli zúčastnit olympijských her v brazilském Riu. Důvodem jsou výsledky vyšetřování, které odhalilo masivní záměrné zakrývání pozitivních výsledků dopingových testů prováděných v moskevské laboratoři spojené s korupcí.
 Národní liga pro demokracii vedená političkou Aun Schan Su Ťij (na obrázku) zvítězila v parlamentních volbách. Strana svazové soudržnosti a rozvoje podporující armádu, která má automaticky přiděleno 25 procent křesel v parlamentu, již uznala volební porážku.
 Katalánský parlament schválil rezoluci požadující nezávislost na Španělsku.
 V internačním zařízení na Vánočním ostrově došlo v důsledku úmrtí íránského žadatele o azyl k rozsáhlým nepokojům. Australští zaměstnanci centra byli evakuováni.
 Chorvatské parlamentní volby vyhrálo těsnou většinou Chorvatské demokratické společenství vedené Tomislavem Karamarkem.
10. listopadu – úterý 
 Ve věku 96 let zemřel bývalý západoněmecký kancléř Helmut Schmidt (na obrázku).
 Občanská válka v Sýrii: Syrské ozbrojené síly získaly pozemní spojení s leteckou základnou Kvajres, obléhanou po dva roky bojovníky Islámského státu.
 Konflikt v Severním Irsku: Britský veterán výsadkového pluku byl zatčen kvůli podílu na masakru civilistů v severoirském Londonderry v roce 1972.
11. listopadu – středa 
 Kanadští vědci poprvé neinvazivními metodami překonali hematoencefalickou bariéru lidského mozku s cílem efektivněji léčit nemoci centrální nervové soustavy.
 Evropská migrační krize: Slovinská armáda zahájila na své hranici s Chorvatskem výstavbu plotu.
 Evropská migrační krize: Více než 40 imigrantů vězněných v zařízení pro zajištění cizinců v Drahonicích u Lubence zahájilo protestní hladovku.
 Ľudová strana Naše Slovensko vedená županem Banskobystrického kraje Marianem Kotlebou podala žalobu na organizaci Post Bellum za propagaci sionismu.
 Americký neonacistický vrah Frazier Glenn Miller byl za vraždu tří lidí v židovských centrech poblíž Kansas City odsouzen k trestu smrti.
12. listopadu – čtvrtek 
 Nejméně 41 lidí bylo zabito při útoku sebevražedných atentátníků na ší'itskou čtvrť v libanonském Bejrútu.
 Týmy amerických astronomů Scotta S. Shepparda a Chada Trujilla v Mauna Kea Observatories objevily transneptunickou, trpasličí planetu V774104 – nejvzdálenější známé těleso sluneční soustavy.
 Evropská komise schválila návrh na specifické označování produktů pocházejících z izraelských osad.
 Válka proti Islámskému státu: Příslušníci irácké Pešmergy zahájili s podporou amerického letectva ofenzivu s cílem osvobodit z rukou Islámského státu strategické město Sindžár, ležící na zásobovací linii mezi syrskou Rakkou a iráckým Mosulem.
 Ruský prezident Vladimir Putin deklaroval plnou kooperaci ruských institucí na vyšetřování dopingového skandálu.
 Na Broumovsku byly nalezeny s největší pravděpodobností důkazy o výskytu vlka obecného (na obrázku).
13. listopadu – pátek 
 Na několika místech v Paříži došlo k teroristickým útokům.
 Rusko bylo vyloučeno z Mezinárodní asociace atletických federací kvůli probíhajícímu dopingovému skandálu ruské atletiky.
 Při zřícení vrtulníku na východním Slovensku bylo zabito šest lidí podezřelých z pašování cigaret.
 Válka proti Islámskému státu: Bojovníci kurdské Pešmergy osvobodili strategické město Sindžár, čímž přerušili zásobovací trasy Islámského státu mezi Sýrií a Irákem.
 Válka proti Islámskému státu: Mohammed Emwazi známý jako „džihádista John“ byl zabit při náletu amerického bezpilotního letounu na vozidlo poblíž syrské Rakka.
 Sebevražedný útok v iráckém hlavním městě Bagdádu si vyžádal nejméně 18 mrtvých.
 Poslanecká sněmovna rozhodla, že příští rok si o 1200 Kč jednorázově přilepší ke svému důchodu senioři a invalidé.
 Ministerstvo zahraničních věcí ČR neprodloužilo akreditaci ruskému novináři Alexandru Kuranovovi.
14. listopadu – sobota 
 Příslušníci jihokorejských odborů, požadující rezignaci prezidentky Pak Kun-hje, se v hlavním městě Soulu střetli s policii.
 Nejméně deset mrtvých si vyžádalo vykolejení rychlovlaku TGV při testovací jízdě u obce Eckwersheim poblíž Štrasburku.
15. listopadu – neděle 
 České tenistky vyhrály Fed Cup počtvrté v pěti letech, když ve finále zdolaly Rusko 3:2.
16. listopadu – pondělí 
 Stovky Kubánců snažících se emigrovat do USA byly zadrženy nikaragujskými pohraničníky na hranici s Kostarikou, kterou nikaragujská vláda viní z rozpoutání humanitární krize.
 Belgické bezpečnostní síly provedly protiteroristickou razii na bruselském sídlišti Molenbeek.
 Vůdce jedné z odštěpeneckých skupin ze syndikátů Jamaguči-gumi, japonské jakuzy, byl nalezen ubitý ve svém domě. V obavě před násilnostmi mezi opozičními skupinami zrušil počátkem měsíce syndikát Jamaguči-gumi tradiční, dětskou, halloweenskou besídku v Kóbe.
17. listopadu – úterý 
 Teroristické útoky v Paříži: Evropská unie aktivovala článek 42.7 Maastrichtské smlouvy zavazující členské země Unie pomoci napadenému státu „všemi dostupnými prostředky“.
 Ředitel ruské FSB Alexandr Bortnikov potvrdil, že let Kogalymavia 9268 s 224 lidmi na palubě byl zničen při bombovém útoku teroristů.
 Epidemie eboly v západní Africe: Poslední pacient, dítě léčené z hemoragické horečky ebola, byl propuštěn z centra léčby v guinejském hlavním městě Conakry.
18. listopadu – středa 
 Evropská migrační krize: Francouzský prezident François Hollande oznámil, že jeho země příjme v následujících dvou letech na 30 000 uprchlíků.
 Počet teroristických útoku vzrostl v roce 2014 o 80 procent. Nejsmrtonosnější organizací se stala Boko Haram a na druhém místě se umístil Islámský stát. Tyto organizace byly dohromady zodpovědné za polovinu světového terorismu.
 Teroristické útoky v Paříži v listopadu 2015: Francouzské ozbrojené složky provedly rozsáhlou protiteroristickou razii ve čtvrti Saint-Denis na severu Paříže. Dva podezřelí a policejní pes byli zabiti a sedm dalších zadrženo.
19. listopadu – čtvrtek 
 Antisemitismus v Polsku: Příznivci polské neparlamentní strany Razem spálili na antievropské a anti-imigrační demonstraci ve Vratislavi slaměnou figurínu žida.
 Dva bosenští policisté byli zastřeleni islamistickým útočníkem na předměstí Sarajeva. Pachatel se poté vyhodil do vzduchu.
20. listopadu – pátek 
 Francouzský Senát odsouhlasil prodloužení výjimečného stavu v zemi o tři měsíce.
 Ozbrojenci zajali 170 rukojmí v hotelu Radisson v hlavním městě Mali Bamako.
 Na Novém Zélandu začalo první kolo referenda o novozélandskou vlajku.
 Čínská policie zabila při razii v provincii Sin-ťiang 28 ujgurských separatistů, kteří podle vyšetřovatelů stáli za útokem na důl z 18. září 2015.
21. listopadu – sobota 
 Český premiér Bohuslav Sobotka, spolu s ministryní pro místní rozvoj Karlou Šlechtovou a ministrem zdravotnictví Svatoplukem Němečkem, odletěl na státní návštěvu Číny.
 V belgickém hlavním městě Bruselu byl vyhlášen nejvyšší stupeň protiteroristické pohotovosti.
 Bangladéšští opoziční politici Alí Ahsan Mudžáhid a Salauddín Kádir Čaudhrí byli popraveni za svůj podíl na válečných zločinech spáchaných během bangladéšské války za nezávislost.
22. listopadu – neděle 
 Tisíce lidí si na pražském Albertově připomněly obě výročí studentského boje za svobodu a demokracii.
 Ruské ozbrojené síly zabily 11 ozbrojených sympatizantů Islámského státu během razie poblíž kabardsko-balkarského města Nalčik.
 Nejméně 104 lidí bylo zabito při sesuvu výsypky jadeitového dolu v Kačjinském státě na severu Myanmaru. Desítky lidí se pohřešují.
 Krymská krize: Krym postihl rozsáhlý výpadek dodávky elektřiny, poté co sabotéři vyhodili do vzduchu dva sloupy ukrajinské přenosové soustavy.
23. listopadu – pondělí 
 Francouzská letadlová loď Charles de Gaulle (R91) zahájila nálety na pozice samozvaného Islámského státu v Sýrii.
 Konzervativní politik Mauricio Macri vyhrál argentinské prezidentské volby.
 Japonská policie vyšetřuje výbuch na veřejných toaletách u kontroverzní šintoistické svatyně Jasukuni v Tokiu. Nikdo nebyl při útoku zraněn.
 Předsedou Strany svobodných občanů byl znovu zvolen europoslanec Petr Mach.
24. listopadu – úterý 
 Nouzový stav byl vyhlášen v Tunisu, poté co se sebevražedný atentátník odpálil v autobusu prezidentské gardy a zabil 12 jejich příslušníků.
 Socialistický politik António Costa (na obrázku) byl jmenován portugalským premiérem.
 Ruská vojenská intervence v Sýrii: Turecké letectvo sestřelilo ruský bitevní letoun Suchoj Su-24 údajně narušující turecký vzdušný prostor nad provincií Hatay.
 Thajský vojenský soud obvinil dva Ujgury Bilaal Mohammeda a Yusufa Mierailho z přípravy bombového útoku na turisty navštěvovaný hinduistický chrám v Bangkoku.
 Methanolové otravy v Česku: Muž otrávený methanolem byl hospitalizován v kladenské nemocnici.
25. listopadu – středa 
 Ukrajinská krize: Ukrajina zakázala přelety ruských letadel přes své území. Ruský Gazprom odpověděl zastavením dodávek zemního plynu.
 Belgické hlavní město Brusel zůstává v režimu nejvyššího teroristického ohrožení, přesto byly otevřeny školy a část metra.
 Kašmírský konflikt: Ozbrojenci napadli tábor Indické armády poblíž Linie kontroly v indickém Kašmíru.
27. listopadu – pátek 
 Nejméně 21 lidí bylo zabito při sebevražedném útoku na ší'itské procesí poblíž města Kano v severní Nigérii.
 Kanadské herečce a vyznavačce hnutí Fa-lun-kung Anastasii Lin, byl odepřen vstup na palubu letadla směřujícího do čínského města San-ja v provincii Chaj-nan, kde probíhá letošní ročník soutěže Miss World.
 Turecké letectvo zastavilo nálety na pozice samozvaného Islámského státu v obavě před možným střetem s ruskou armádou. Rusko na oplátku zastavilo nálety na pozice etnických tureckých rebelů na severu země.
 Soud v polském Krakově zamítl americkou žádost o vydání režiséra Romana Polanského stíhaného za pohlavní styk s nezletilou dívkou. Rozhodnutí nabylo právní platnosti.
26. listopadu – čtvrtek 
 Nejvyšší soud Jihoafrické republiky zrušil embargo na vývoz rohů nosorožců.
 Patnáct lidí bylo zabito, poté co se vrtulník Mi-8 zřítil poblíž města Igarka na řece Jenisej.
28. listopadu – sobota 
 Evropská migrační krize: Makedonská armáda zahájila výstavbu kovového plotu na hranici s Řeckem.
 Tři lidé byli zabiti při raketovém útoku na základnu mírových sil OSN u města Kidalu na severu Mali.
 Japonsko obnoví, navzdory rozhodnutí Mezinárodního soudního dvora, lov velryb v Jižních ledových mořích.
 Válka proti Islámskému státu: Kurdská Pešmerga objevila v Sindžáru masový hrob se 120 těly Jezídů. Jde o šestý objevený masový hrob od osvobození města z područí samozvaného Islámského státu.
 Ukrajinská krize: Rusko zastavilo dodávky uhlí ze separatistických území na východě Ukrajiny.
 Protipotratový terorismus: Nejméně 3 lidé byli zabiti při útoku střelce na kliniku Planned Parenthood ve městě Colorado Springs v americkém státě Colorado.
29. listopadu – neděle 
 Papež František navštívil Bangui, hlavní město Středoafrické republiky, zasažené občanskou válkou a mezináboženským násilím.
 Miroslav Kalousek byl zvolen předsedou strany TOP 09. Karel Schwarzenberg byl jmenován čestným předsedou.
30. listopadu – pondělí 
 Mezinárodní měnový fond zařadil čínský jüan mezi světové rezervní měny.
 Ve věku 88 let zemřel ruský režisér komedií Eldar Rjazanov.
 Ve věku 93 let zemřel japonský výtvarník a autor manga komiksů Šigeru Mizuki.
 Světoví státníci zahájili 21. klimatickou konferenci v Paříži. V zemi platí výjimečný stav vyhlášený po listopadových teroristických útocích.
 Nejméně 24 lidí včetně civilistů a jednoho vojáka OSN bylo zabito při střetu mezi ugandskými islamisty a konžskou armádou ve městě Eringeti v provincii Severní Kivu.
 Papež František navštívil mešitu v muslimské čtvrti, hlavního města Středoafrické republiky, Bangui, kde vyzval k ukončení občanské války v zemi.
 Občané Hamburku v referendu zamítli kandidaturu města na pořádání letních olympijských her v roce 2024.